# Ascarat
Ascarat település Franciaországban, Pyrénées-Atlantiques megyében. Lakosainak száma 344 fő (2022. január 1.). Ascarat Anhaux, Irouléguy, Ispoure, Lasse, Ossès, Saint-Martin-d’Arrossa és Uhart-Cize községekkel határos.

## Népesség
A település népességének változása:
| Lakosok száma | 324  | 317  | 327  | 321  | 318  | 329  | 334  | 339  | 344  |
|               | 2013 | 2015 | 2016 | 2017 | 2018 | 2019 | 2020 | 2021 | 2022 |